# I-73 (sous-marin)
Pour les articles homonymes, voir I-73.
L'I-73 (イ-73) est un sous-marin de classe Kaidai (海大型潜水艦, Kaidai-gata sensuikan) de la sous-classe Kaidai VIa (海大6型a（伊六十八型/伊百六十八型）, Kaidai-roku-gata-ē, classe I-68/I-168) en service dans la marine impériale japonaise.
Il a servi au début de la Seconde Guerre mondiale, en soutenant l'attaque de Pearl Harbor. Un mois après avoir participé à l'attaque de la marine impériale japonaise sur Pearl Harbor, il a été coulé par le sous-marin USS Gudgeon de la marine américaine.

## Contexte
Après la Première Guerre mondiale, la marine impériale japonaise a réévalué l'utilisation de la guerre sous-marine comme élément de stratégie de flotte en raison du déploiement réussi de croiseurs-sous-marins à long rayon d'action pour les raids commerciaux des principales marines de combat. Les stratèges japonais en sont venus à réaliser les possibilités d'utilisation de l'arme pour la reconnaissance à longue portée, et dans une guerre d'usure contre une flotte ennemie qui s'approchait du Japon. Deux grands sous-marins japonais à longue portée avaient déjà été construits dans le cadre du programme de la flotte des Huit-six en tant que prototypes (I-51 et I-52), mais l'arrivée le 20 juin 1919 de sept U-boote allemands reçus par le Japon en réparation de guerre à la fin de la Première Guerre mondiale a conduit à une refonte complète. Les Japonais ont rapidement embauché des centaines d'ingénieurs et de techniciens de sous-marins allemands et d'anciens officiers de sous-marins allemands au chômage à la suite de la défaite de l'Allemagne pendant la Première Guerre mondiale, et les ont fait venir au Japon dans le cadre de contrats de cinq ans. L'ONI (Office of Naval Intelligence) américain a estimé que quelque 800 conseillers allemands s'étaient rendus au Japon à la fin de 1920. Les Japonais ont également envoyé des délégations en Allemagne, et ont participé activement à l'achat de nombreux brevets.

## Description
Les sous-marins de la sous-classe KD6 étaient des versions améliorées de la précédente sous-classe KD5. Avec une vitesse de 23 nœuds en surface, ils étaient les sous-marins les plus rapides lors de leurs époques de construction.
Ils ont un déplacement de 1 422 tonnes en surface et 2 479 tonnes en immersion. Les sous-marins mesuraient 104,70 mètres de long, avaient une largeur de 8,2 mètres et un tirant d'eau de 4,58 mètres. Les sous-marins permettaient une profondeur de plongée de 70 m et avaient un effectif de 68 officiers et membres d'équipage.
Kampon a été retenu comme fabricant des moteurs diesel Mk.1A Model 8, dont les performances étaient supérieures de 30% à celles des moteurs des premières sous-classes. Pour la navigation de surface, les sous-marins étaient propulsés par deux moteurs diesel de 4 500 cv (3 310 kW), chacun entraînant un arbre d'hélice. En immersion, chaque hélice était entraînée par un moteur électrique de 900 chevaux-vapeur (671 kW). Ils pouvaient atteindre 23 nœuds (42,6 km/h) en surface et 8,2 nœuds (15,2 km/h) sous l'eau. En surface, les KD6 avaient une autonomie de 14 000 milles nautiques (19 000 km) à 10 noeuds (19 km/h); en immersion, ils avaient une autonomie de 65 milles nautiques (120 km) à 3 noeuds (5,6 km/h).
Les sous-marins étaient armés de 6 tubes lance-torpilles internes de 53,3 cm, 4 à l'avant et 2 à l'arrière. Ils transportaient une recharge pour chaque tube + 2 torpilles, soit un total de 14 torpilles Type 89. Ils étaient également armés d'un canon de pont de 100 mm (L/50) Type 88 pour le combat en surface et d'une mitrailleuse de 13,2 mm AA type 93 et d'une mitrailleuse de 7,7 mm.

## Construction
Construit par le chantier naval Kawasaki à Kobe au Japon, le I-73 a été mis sur cale le 5 avril 1934. Il a été lancé le 20 juin 1935 sous le nom de I-73. Il a été achevé et mis en service le 7 juillet 1937.

## Historique
Après sa mise en service le è janvier 1933, le I-73, sous les ordres du capitaine de corvette (海軍少佐 (Kaigun-shōsa)) Hatanaka Sumihiko, est affecté au district naval de Kure et assigné au 20e division de sous-marins.
Le 11 novembre 1941, au cours de l'opération Z, le I-73 se trouve dans la 6e Flotte du vice-amiral Shimizu Mitsumi avec le 3e escadron de sous-marins du contre-amiral (plus tard vice-amiral) Miwa Shigeyoshi dans la 20e division de sous-marins du capitaine Otake Toshio avec les sous-marins I-71 et I-72. Le capitaine de corvette (Kaigun-shōsa) Isobe Akira est le commandant du 'I-73. Il a été réaffecté à la Force avancée le même jour. 

L'amiral Shimizu convoque une réunion de tous ses commandants à bord de son navire amiral, le croiseur léger Katori. Le capitaine de corvette Isobe et les autres commandants sont informés de l'attaque prévue sur Pearl Harbor. Le I-73 quitte Saeki avec le commandant de la 20e division de sous-marins, le capitaine Otake, à bord en compagnie du I-8 et des sous-marins I-68, I-69, I-70, I-71 et I-72. Il arrive à Kwajalein le 20 novembre 1941.
Le 23 novembre 1941, le I-73 quitte Kwajalein pour Hawaii pour sa première patrouille de guerre. Le 2 décembre 1941, le signal codé "Niitakayama nobore (Montez le Mt Niitaka) 1208" est reçu de la Flotte Combinée. Il signifie que les hostilités commenceront le 8 décembre (heure du Japon).
Le 5 décembre 1941, le I-73 reconnaît le canal de Kealaikahiki entre Maui, Kahoolawe et Lanai. Le 6 décembre 1941, il reconnait du mouillage de Lahaina après le coucher du soleil. Le 7 décembre 1941, il prend part à l'attaque de Pearl Harbor. Le 3e escadron de sous-marins est déployé au sud d'Oahu. Sa mission est de reconnaître et d'attaquer tout navire qui tente de sortir de Pearl Harbor. Le I-73 est positionné à l'entrée de Pearl Harbor.
Le 17 décembre 1941, le 3e escadron de sous-marins est déployé au sud d'Oahu. Le I-73 quitte sa zone de patrouille et est détourné pour bombarder l'île Johnston avant de retourner à Kwajalein. Le 23 décembre 1941, le I-73 tire six obus sur l'île Johnston. L'un d'eux abat la tour de repérage de la CAA à Sand Islet et blesse un Marine. Le I-73 rapporte plus tard qu'un poteau télégraphique a été touché. La batterie de 5 pouces de Sand Island riposte avec dix salves de chaque canon avant que le sous-marin ne soit immergé. Il retourne à Kwajalein et arrive le 29 décembre 1941.
Le 12 janvier 1942, il quitte Kwajalein avec les I-71 et I-72 de sa deuxième patrouille de guerre pour remplacer les I-18, I-122 et I-24 qui formaient un piquet de blocus dans la région d'Hawaii. Le capitaine Otake est à nouveau embarqué à bord du I-73'.
Le 15 janvier 1942, le capitaine de corvette Isobe envoie un rapport de situation depuis la zone qui lui a été assignée. Le 27 janvier 1942 : le capitaine de corvette Isobe envoie un nouveau rapport de situation de sa zone d'affectation. A 210 milles nautiques (390 km) à l'ouest de Midway, le USS Gudgeon du Lieutenant Commander Elton W. Grenfell (plus tard vice-amiral) revient à Pearl Harbor après sa première patrouille de guerre dans le détroit de Bungo au large du Japon. Grenfell reçoit un message "Ultra" l'informant de l'approche de trois sous-marins japonais (I-18, I-22 et I-24). À 9h00, lorsque le Gudgeon est immergé, son opérateur sonore signale des bruits d'hélices rapides sur l'avant bâbord. Ensuite, un contact visuel est établi à une distance d'environ 4 500 m. Le Grenfell identifie la cible comme étant un sous-marin de classe I-68 avec un canon de pont monté à l'avant, faisant 15 nœuds sur un cap estimé à 255 degré. Au moins six marins sont aperçus sur la passerelle.

A 9h07, le Lieutenant Commander Grenfell fait tirer trois torpilles Mark 14 à partir de 1 600 mètres. En raison d'une mer forte, le contact visuel est temporairement perdu, mais une minute et 45 secondes plus tard, deux explosions sont entendues. Les bruits d'hélice s'arrêtent immédiatement après. Lorsque le Gudgeon revient à la profondeur du périscope, la cible a disparu. Le I-73 a coulé avec tout son équipage à la position géographque de 28° 24′ N, 178° 35′ E. C'est le premier navire de guerre jamais coulé par un sous-marin américain. Le Gudgeon affirma que les torpilles n'endommagèrent que l'I-73, mais la station HYPO (FRUPAC ou Fleet Radio Unit Pacific) confirma la perte.
Présumé perdu au large d'Hawaii, le 10 mars 1942, le capitaine Otake est promu contre-amiral, à titre posthume, et le capitaine de corvette Isobe est promu capitaine de frégate, à titre posthume. Le I-73 est temporairement placé dans la 4e réserve à Kure et rayé de la liste de la 20e division de sous-marins.
Il est retiré de la liste de la Marine le 15 mars 1942.